# دانه‌شکن شکم‌سیاه
دانه‌شکن شکم‌سیاه (نام علمی: Pyrenestes ostrinus) نام یک گونه از سرده دانه‌شکن است.